# Grzegorz Korcz
Grzegorz Henryk Korcz (Śródza, 9 maggio 1946) è un ex cestista e allenatore di pallacanestro polacco.

## Carriera
Con la Polonia ha disputato due edizioni dei Giochi olimpici (Città del Messico 1968, Monaco 1972) e quattro edizioni dei Campionati europei (1967, 1969, 1971, 1973).

## Palmarès

### Giocatore
- Campionato polacco: 1

Śląsk Breslavia: 1969-70